# No Division
No Division è il terzo album in studio del gruppo musicale statunitense Hot Water Music, pubblicato nel 1999.

## Tracce
1. SouthEast First – 3:05
2. Free Radio Gainesville – 2:30
3. Our Own Way – 2:36
4. It's Hard To Know – 3:29
5. At the End of a Gun – 3:56
6. No Division – 2:05
7. Jet Set Ready – 3:37
8. Rooftops – 2:53
9. Hit and Miss – 3:57
10. Driving Home – 3:24
11. In Song – 3:23

## Formazione
Gruppo
- Chuck Ragan - chitarra, voce
- Chris Wollard - chitarra, voce
- Jason Black - basso
- George Rebelo - batteria

Collaboratori
- Walter Schreifels - cori (in Free Radio Gainesville)
- Tim Barry - voce (in Hit and Miss)
- Rob Huddleston - voce (in Its Hard to Know)